# Размахнино
Размахнино́ — село в центральной части Шилкинского района Забайкальского края России.
Население — 919 чел. (2021).

## География
Расположено в устье реки Горемнак, левом притоке реки Ингода. До районного центра, Шилки, 53 км. До Читы по железной дороге 199 км. В состав сельского поселения «Размахнинское» входят также сёла Байцетуй и Красноярово.

## История
Основано как заимка в 1680 году Ф. Размахниным, донским казаком, участником восстания Степана Разина. В 1691 году сюда прибыли казаки из Албазинского острога. На 1851 год в составе пешего войска числилось 20 казаков городового полка и 58 крестьян казачьего сословия. В 1865 году население — 214 человек, имелись почтовая станция, сельская школа, полуэтапное помещение. В 1872—1918 годы Размахнино — станица 3-го военного отдела Забайкальского казачьего войска. В 1900 году появляется железнодорожный разъезд Размахнинский. В 1904 году село из-за периодических наводнений перенесено в падь Геремнак. В 1916 году население — 556 человек. В период Гражданской войны казаки вошли в 11-й казачий полк белогвардейцев, были среди местных жителей и красные партизаны. В 1920-е годы селение Размахнинское с железнодорожным разъездом — центр Размахнинской волости Читинского уезда. В 1932 году появился колхоз «Батрак». С 1947 года работает электростанция, с 1957 года — ремонтно-механическая станция. Действует сельскохозяйственная артель «Размахнино».

## Население
| 2010 | 2021 |
| ---- | ---- |
| 979  | ↘919 |

## Инфраструктура
Сегодня в селе функционируют средняя школа, детский сад, клуб с библиотекой и сельская участковая больница, четыре магазина.

## Памятники
В Размахнино находятся братская могила борцов за власть Советов и памятник в честь воинов-односельчан, погибших в Великой Отечественной войне.